# Muzzle
"Muzzle" és una cançó del grup de rock alternatiu nord-americà The Smashing Pumpkins del seu tercer àlbum, Mellon Collie and the Infinite Sadness. Va ser una de les últimes cançons escrites per Billy Corgan per a l'àlbum. La lletra de la cançó es refereix a la percepció que tenia el públic durant aquell temps de Corgan. Hi havia el rumor que seria el cinquè i últim senzill d'aquell àlbum, com ho demostra el fet que es va publicar un senzill promocional per a les emissores de radio de tot el món, però la cançó "Thirty-Three" va ser publicada com a cinquè i últim senzill.

## Llista de cançons
Senzill promocional (Estats Units d'Amèrica)
1. "Muzzle" - 3:43